# Мойл (район)
Мойл (англ. Moyle District Council) — район, существовавший до 1 апреля 2015 года в Северной Ирландии в графстве Лондондерри.
В 2011 году планировалось объединить район с районами Бэллимани, Колрэйн и Лимавэди, однако в июне 2010 года Кабинет министров Северной Ирландии сообщил, что не может согласиться с реформой местного самоуправления и существующая система районов останется прежней в обозримом будущем.
С 1 апреля 2015 года объединен с районами Баллимони, Колрэйн и Лимавэди в район Козуэй-Кост-энд-Гленс.